# Bababé
Bababé (arabisch بابابي) ist eine Stadt in der Verwaltungsregion Brakna von Mauretanien und Hauptstadt des Départements Bababé.

## Geographie
Der Hauptort der Gemeinde Bababé liegt 288 Kilometer südöstlich von Nouakchott auf etwa 12 m Meereshöhe im Südwesten des Landes in der Schwemmlandebene des Grenzflusses Senegal. Die Grenze am Fluss ist zweieinhalb Kilometer entfernt.

## Bevölkerung
Die Bevölkerungszahl der Gemeinde hat in den Jahren 2000 bis 2023 von 11.802 auf 14.513 Einwohner zugenommen. Der Hauptort selbst hat 7.521 Einwohner (2023). Daneben gibt es noch 13 andere bewohnte Orte.